# Mike Smith (atleta)
Michael Cameron Smith, detto Mike (Kenora, 16 settembre 1967), è un ex multiplista canadese.

## Palmarès

### Mondiali
- 2 medaglie:
  - 1 argento (Tokyo 1991 nel decathlon)
  - 1 bronzo (Göteborg 1995 nel decathlon)

### Giochi del Commonwealth
- 3 medaglie:
  - 3 ori (Auckland 1990 nel decathlon; Victoria 1994 nel decathlon; Kuala Lumpur 1998 nel decathlon)